# Hinterhof (Schnaittach)
Hinterhof ist ein Gemeindeteil des Marktes Schnaittach im Landkreis Nürnberger Land (Mittelfranken, Bayern). Hinterhof liegt in der Gemarkung Rabenshof.

## Geografie
Die in der Hersbrucker Alb gelegene Einöde liegt in Hanglage zum Tal des Siegersdorfer Bachs. Eine Gemeindeverbindungsstraße führt nach Rabenshof zur Kreisstraße LAU 9 (0,7 km südwestlich) bzw. nach Kaltenherberg (0,5 km südöstlich).

## Geschichte
Die frühere Bezeichnung des Ortes lautete Hinterrabenshof.
Mit dem Gemeindeedikt wurde Hinterhof im Jahr 1808 der Steuerdistrikt Hedersdorf und der Ruralgemeinde Hedersdorf zugewiesen. Mit dem Zweiten Gemeindeedikt (1818) kam der Ort zur neu gebildeten Ruralgemeinde Rabenshof. Am 1. Juli 1931 wurde diese aufgelöst und Hinterhof nach Siegersdorf eingegliedert. Im Zuge der Gebietsreform in Bayern wurde Hinterhof am 1. Juli 1971 nach Schnaittach eingemeindet.